# SB성보
SB성보(SB Sungbo Co. Ltd.)은 대한민국의 기작물보호제 제조 기업이다. 대표이사는 윤정선이다. 최대주주 일가가 윤석열 대통령과 같은 ‘파평 윤씨’라는 이유로 윤석열 테마주로 분류된 적이 있다
1976년 12월 유가증권시장에 상장되었다

## 관계사
- 유화증권

## 같이 보기
- 농약
- 살충제
- 사랑과선행

## 참고 문헌
1. ↑  심진아, 성보화학, 차세대 진딧물 전문약제 ‘세피나’ 출시, 농기자재신문, 2021-01-15
2. ↑  선미진, 서울대, 기증받은 성보화학 1.14% 지분 ‘매도’, 지구인사이드, 2022-02-21
3. ↑  <연속기획> ‘나홀로 대박’ 오너들- 윤정선 성보화학 대표, 일요시사, 2018-01-16
4. ↑  윤정선 성보화학(주) 대표이사 취임, 영농자재신문, 2017-03-29
5. ↑  권정두, 황당한 '윤석열 테마주' 성보화학, 최대주주 일가 '눈살', 시사위크, 2021-04-12
6. ↑  하상수, 한국 IR협의회 기업리서치센터 기술분석보고서-성보화학, 2023-08-10